# عبد الغفار مكاوي
عبد الغفار مكاوي (11 يناير 1930 - 24 ديسمبر 2012 )، أستاذ فلسفة ومترجم وكاتب أدبي وفلسفي مصري. يعتبر من أفضل المترجمين من اللغة الألمانية للعربية. ترجم أعمال لكانت وهيدجر إضافة لأعمال أدبية ونقدية كثيرة. ولد في مركز بلقاس، بمحافظة الدقهلية.

## المؤهلات العلمية
- ليسانس فلسفة، كلية الآداب، جامعة القاهرة، عام 1951م.
- الدكتوراه في الفلسفة والأدب الألماني الحديث من جامعة فرايبورغ عام 1962م.

## التدرج الوظيفي
- عمل بقسم الفهارس الأجنبية بدار الكتب المصرية.
- التدريس بقسم اللغة الألمانية، عام 1965.
- التدريس بقسم الفلسفة، كلية الآداب، جامعة القاهرة، عام 1972.
- أستاذ مساعد بقسم الفلسفة، كلية الآداب، جامعة القاهرة، عام 1973.
- التدريس بجامعة صنعاء اليمن في الفترة من عام 1978 حتى عام 1982.
- التدريس بجامعة الكويت في الفترة من عام 1985 حتى عام 1995.

## المؤلفات الأدبية
له العديد من الإنتاج الأدبي، ومنه:
- كتابة الشعر، القصة القصيرة.
- ترجمة مقالات عن توفيق الحكيم.
- ترجمة بعض المقالات من الأدب الغربي.
- ترجمة أشعار إليوت وغيره، والتي نشرت في مجلات الثقافة والأدب والمجلة والأديب والآداب.

كما تمثل نشاطه الأدبي والفلسفي في صورة مقالات ودراسات نشرت في كتابين هما: مدرسة الحكمة، والبلد البعيد، بالإضافة إلى الترجمات الشعرية والمسرحية عن الأدب الألماني بوجه خاص (بوشنر وبرشت وغوته ومعظم الشعراء الأوروبيين المعاصرين). كتب في مجلتى المجلة مع الأستاذ يحيى حقي، والفكر المعاصر مع الأستاذ فؤاد زكريا. صدر له ابتداء من عام 1970 العديد من الكتابات في المجال الأدبي منها:
- مجموعات قصصية:
  - ابن السلطان، ضمن سلسلة اقرأ،
  - الست الطاهرة.
  - الحصان الأخضر، يموت على شوارع الإسفلت، 1981م.
- بعض المسرحيات من ذات الفصل الواحد ومنها:

1. من قتل الطفل، القاهرة، عام 1984.
2. زائر من الجنة، القاهرة، عام 1985.
3. دموع أوديب، القاهرة، عام 1987.
4. القيصر الأصفر ومسرحيات أخرى شرقية، القاهرة، عام 1989.
5. هو الذي طغى، القاهرة، عام 1992.
6. بشر الحافي يخرج من الجحيم،
7. محاكمة جلجاميش،
8. الكلاب تنبح القمر.

## دراسات أدبية
- سافو: شاعرة الحب والجمال عند اليونان، القاهرة، عام 1966.
- ثورة الشعر الحديث من بودلير إلى العصر الحاضر، القاهرة، عام 1970.
- ثورة الشعر الحديث، عدة طبعات، القاهرة، أعوام 1972، 1974، 1998.
- المسرح التعبيرى، القاهرة، عام 1984.
- شعر وفكر، القاهرة، عام 1997.
- عصور الأدب الألماني (مراجع)، الكويت، 2002.[3]

## المؤلفات العلمية
له العديد من المؤلفات في المجال العلمي ومنها:
- مدرسة الحكمة، القاهرة، عام 1967.
- المنقذ، القاهرة، عام 1987.
- قصيدة وصورة، سلسلة عالم المعرفة، الكويت، نوفمبر 1987م.[4]
- الحكماء السبعة، القاهرة، عام 1990.
- النظرية النقدية لمدرسة فرانكفورت، الكويت، عام 1994.
- مارتن هايدغر، نظرية أفلاطون عن الحقيقة، ماهية الحقيقة أليثيا (ثلاثة نصوص من كتاب الذكر: نداء الحقيقة، القاهرة، أعوام 1997، 1998، 2002.
- جذور الاستبداد، سلسلة عالم المعرفة، الكويت، ديسمبر 1994م.[5]

## الجوائز والأوسمة
- جائزة الدولة التقديرية في الآداب من المجلس الأعلى للثقافة، عام 2003.